# Trophée Guy-Carbonneau
Pour les articles homonymes, voir Guy Carbonneau et Carbonneau.
Le trophée Guy-Carbonneau récompense chaque année le meilleur attaquant défensif de hockey sur glace de la  Ligue de hockey junior Maritimes Québec (LHJMQ). Le gagnant est déterminé par le nombre de mises en jeu remportées, la différence +/-, le nombre de buts inscrits, son implication en désavantage numérique.
Le trophée honore, depuis 2005, Guy Carbonneau, joueur de la LHJMQ et de la Ligue nationale de hockey.

## Lauréats
Ci-dessous sont listés les vainqueurs du trophée.
- 2004-2005 : Simon Courcelles, Remparts de Québec
- 2005-2006 : David Brine, Mooseheads d'Halifax
- 2006-2007 : Marc-André Cliche, Maineiacs de Lewiston
- 2007-2008 : Olivier Fortier, Océanic de Rimouski
- 2008-2009 : Jean-Philipp Chabot, Olympiques de Gatineau
- 2009-2010 : Gabriel Dumont, Voltigeurs de Drummondville
- 2010-2011 : Phillip Danault, Tigres de Victoriaville
- 2011-2012 : Frédérick Roy, Remparts de Québec
- 2012-2013 : Félix Girard, Drakkar de Baie-Comeau
- 2013-2014 : Félix Girard, Drakkar de Baie-Comeau
- 2014-2015 : Frederik Gauthier, Océanic de Rimouski
- 2015-2016 : Shawn Ouellette-St. Amant, Foreurs de Val d'Or
- 2016-2017 : Nicolas Roy, Saguenéens de Chicoutimi
- 2017-2018 : Samuel Dove-McFalls, Océanic de Rimouski
- 2018-2019 : Félix Lauzon, Voltigeurs de Drummondville
- 2019-2020 : Benoit-Olivier Groulx, Wildcats de Moncton
- 2020-2021 : Dawson Mercer, Saguenéens de Chicoutimi
- 2021-2022 : Jacob Gaucher, Drakkar de Baie-Comeau
- 2022-2023 : Nathan Gaucher, Remparts de Québec
- 2023-2024 : Félix Gagnon, Drakkar de Baie-Comeau
- 2024-2025 : Matyas Melovsky, Drakkar de Baie-Comeau